# Santa Rosa de Mapiri
Santa Rosa ist eine Ortschaft im Departamento La Paz im südamerikanischen Andenstaat Bolivien.

## Lage im Nahraum
Santa Rosa ist die zweitgrößte Siedlung des Municipio Mapiri in der Provinz Larecaja. Die Ortschaft liegt in einer Höhe von 1025 m am rechten Ufer des Río Consata, der mit seinen Zuflüssen von den Gletschern des Illampú gespeist wird und im weiteren Verlauf den Namen Río Mapiri trägt.

## Geographie
Santa Rosa liegt nordöstlich des Titicacasees am Ostrand der Anden-Gebirgskette der Cordillera Real im Tiefland des Río Beni, einem der wichtigen Flüsse des Amazonas-Tieflandes.
Die mittlere Durchschnittstemperatur der Region liegt bei gut 23 °C (siehe Klimadiagramm), der Jahresniederschlag beträgt knapp 1400 mm. Die Region weist einen wenig ausgeprägten Temperaturverlauf auf, die Monatsdurchschnittstemperaturen schwanken nur unwesentlich zwischen 21 °C im Juni und Juli und knapp 28 °C im November und Dezember, und auch die Tages- und Nachttemperaturen weisen nur geringe Schwankungen auf. Die Monatsniederschläge liegen zwischen unter 50 mm in den Monaten Juni und Juli und über 200 mm im Dezember.

## Verkehrsnetz
Santa Rosa liegt in einer Entfernung von 345 Straßenkilometern nördlich von La Paz, der Hauptstadt des gleichnamigen Departamentos.
Von La Paz führt die Nationalstraße Ruta 3 in nordöstlicher Richtung 160 Kilometer über Cotapata bis Caranavi, von dort zweigt die unbefestigte Ruta 26 ab, die nach siebzig Kilometern Guanay erreicht und auf weiteren 98 Kilometern nach Mapiri führt. Von Mapiri aus besteht eine unbefestigte Straßenverbindung von siebzehn Kilometern nach Santa Rosa, die weiter in die 11 Stunden entfernte Stadt Sorata am Illampú führt.

## Bevölkerung
Die Einwohnerzahl der Ortschaft ist in den vergangenen beiden Jahrzehnten auf etwa das Fünffache angestiegen:
| Jahr | Einwohner | Quelle       |
| ---- | --------- | ------------ |
| 1992 | 474       | Volkszählung |
| 2001 | 1433      | Volkszählung |
| 2012 | 2336      | Volkszählung |
| 2024 |           | Volkszählung |

Die Region weist einen nennenswerten Anteil an Quechua-Bevölkerung auf, im Municipio Mapiri sprechen 43,5 Prozent der Bevölkerung Quechua.